# 26. november
26. november je 330. dan leta (331. v prestopnih letih) v gregorijanskem koledarju. Ostaja še 35 dni.

## Dogodki
- 1865 – izid knjige Alica v čudežni deželi
- 1868 – Japonska prestolnica se iz Kjota preseli v Edo, ki se ob tej priložnosti preimenuje v Tokio
- 1918 – Črna gora se priključi Srbiji
- 1933 – v Nemčiji ustanovljena organizacija Kraft durch Freude
- 1942 – v Bihaću ustanovljen AVNOJ
- 1943 – v Kairu se sestaneta Franklin Delano Roosevelt in Winston Churchill
- 1944 – Heinrich Himmler ukaže porušiti krematorij v Auschwitzu
- 1983 – neznanci na londonskem letališču Heathrow ukradejo 6.800 zlatih palic

## Rojstva
- 1288 – cesar Go-Daigo, 96. japonski cesar († 1339)
- 1607 – John Harvard, ameriški teolog († 1638)
- 1800 – Anton Martin Slomšek, slovenski škof, pesnik, narodni buditelj († 1862)
- 1857 – Ferdinand de Saussure, švicarski filozof in jezikoslovec († 1913)
- 1869 – Matilda Valižanska, kraljica Norveške († 1938)
- 1894 – Norbert Wiener, ameriški matematik († 1964)
- 1895 – Bertil Lindblad, švedski astronom († 1965)
- 1902 – Maurice McDonald, ameriški poslovnež († 1971)
- 1909 – Eugène Ionesco, romunsko-francoski dramatik († 1994)
- 1929 – Slavko Avsenik, slovenski glasbenik in skladatelj († 2015)
- 1939 – Tina Turner, ameriška pevka († 2023)
- 1940 – Andrej Kirn, slovenski filozof
- 1955 – Jelko Kacin, slovenski obramboslovec, politik
- 1960 – Igor Žužek, slovenski dramski igralec
- 1964 – Vreni Schneider, švicarska alpska smučarka

## Smrti
- 1246 – Gerhard iz Malberga, veliki mojster vitezov križnikov (* 1200)
- 1267 – Silvestro Guzzolini, italijanski svetnik, ustanovitelj reda silvestrinov (* 1177)
- 1504 – Izabela I., kastiljska kraljica (* 1451)
- 1801 – Dieudonné Dolomieu, francoski geolog, mineralog (* 1750)
- 1836 – John Loudon McAdam, škotski inženir, gradbenik (* 1756)
- 1851 – Nicolas Soult, maršal Francije (* 1769)
- 1855 – Adam Mickiewicz, poljski pesnik (* 1798)
- 1894 – Pafnuti Lvovič Čebišov, ruski matematik, mehanik (* 1821)
- 1936 – Max Schreck, nemški filmski igralec (* 1879)
- 1943 – Floriš Kühar madžarski verski zgodovinar slovenskega rodu (* 1893)
- 1959 – Stanko Bloudek, slovenski inženir, športni delavec (* 1890)
- 1964 – Bodil Louise Jensen - Bodil Ipsen, danska gledališka igralka (* 1889)
- 1981 – Max Euwe, nizozemski šahist (* 1901)
- 2013 – Jane Kean, ameriška filmska igralka in pevka (*1923)